# أحمد أباد غروس
أحمد أباد غروس هي قرية في مقاطعة ميانة، إيران. عدد سكان هذه القرية هو 516 في سنة 2006.